# Нисковъглехидратна диета
Нисковъглехидратна диета е хранителна диета, при която се ограничава приемането на храни, съдържащи големи количества въглехидрати, и се заменят с храни, богати на мазнини и белтъчини. Използва се много от спортисти и редовно трениращи хора, които не желаят да загубят мускулна маса, а само мазнините по тялото си.
Въглехидратите в храната се свеждат до минимално количество, което да поддържа постоянно ниво на хормона инсулин.
За да е възможно най-успешна, диетата трябва да се съчетае с редовна физическа дейност (аеробика, тичане и др.) и броене на калории.

## Основни храни
Основните храни, които се използват, са:
- ядки
- месо и месни изделия
- яйца
- риба и морски деликатеси
- семена
- мляко (пълномаслено) и млечни изделия (сирена, извари, кашкавали и др.)

Храните, които се избягват са: тестените изделия, захарта, картофите и зърнените култури. Желателно е ограничаване приема на плодове до малки порции (200 – 300 гр.) кисели плодове сутрин преди закуска.